# Arnold Heller
Arnold Ludwig Gotthilf Heller (* 1. Mai 1840 in Kleinheubach, Unterfranken; † 31. Januar 1913 in Kiel) war ein deutscher Pathologe und Hochschullehrer an der Christian-Albrechts-Universität zu Kiel.

## Leben und Wirken
Heller studierte an der Friedrich-Alexander-Universität Erlangen und der Friedrich-Wilhelms-Universität zu Berlin (bei Rudolf Virchow) Medizin. 1866 wurde er zum Dr. med. promoviert. Danach studierte er noch in Wien, Prag und Leipzig (und 1871 in England). Als Assistent von Friedrich Albert Zenker habilitierte er sich 1869 in Erlangen. Die Christian-Albrechts-Universität zu Kiel berief ihn 1872 als Nachfolger von Julius Friedrich Cohnheim auf den Lehrstuhl für Pathologie und Pathologische Anatomie. 1905/06 war er Rektor der CAU. 1899 beschrieb er die syphilitische Aortitis (Döhle-Heller-Syndrom) unter Verweis auf die Dissertation seines damaligen Assistenten Paul Döhle. Er forschte über Tuberkulose, Lungenentzündung, Meningitis, die Blutgefäße und das Lymphsystem. In Kiel war er Mitglied der Stadtverordnetenversammlung. Heller wurde 1884 in die Deutsche Akademie der Naturforscher Leopoldina gewählt. Die Arnold-Heller-Straße in Kiel ist nach ihm benannt. 

## Schriften
- Ueber die syphilitische Aortitis und ihre Bedeutung für die Entstehung von Aneurysmen, in: Emil Ponfick (Hrsg.): Verhandlungen der Deutschen Pathologischen Gesellschaft, Zweite Tagung, gehalten zu München vom 18.–22. September 1899. Verlag von Georg Reimer, Berlin 1900, S. 346–351 (Digitalisat).